# 井田毅
井田毅（1930年1月13日—2013年8月20日）是一位日本企业家，三洋食品董事长。

## 生平
1930年出生于日本群马县前桥市，毕业于千叶商科大学。1953年和父亲井田文夫共同成立富士制面，1961年改名为三洋食品。1975年担任三洋食品董事长，1998年退休辞任董事长。1999年参股康师傅与顶新国际集团形成策略联盟，同年7月担任康师傅副董事长。
2013年8月20日逝世，享年83岁。